# Дизельний поїзд ДП (шестивагонний)
Дизель-поїзд ДП (ДП-0) — серія дизель-поїздів, що будувалися в 1949–1952 роках угорським заводом Ганц (угор. Ganz vállalatok) (Будапешт) для залізниць СРСР. Конструкція цих дизель-поїздів стала розвитком серії угор. «Hargita», будувалася заводом із 1944 року. З 1951 по 1958 рік дизель-поїзди працювали як кур'єрські, а згодом — швидкі, на маршруті Москва — Ленінград (Жовтнева залізниця) і були найшвидшими і найкомфортабельнішими поїздами свого часу на залізницях Радянського Союзу.
З 1958 року дизель-поїзди експлуатувалися на лінії Ленінград — Нарва — Таллінн. Частина дизель-поїздів була передана в парк Литовської залізниці, де з грудня 1960 року експлуатувалася, зокрема, на маршруті Вільнюс — Рига — Таллін. До другої половини 60-х років більшість дизель-поїздів серії ДП були виведені з експлуатації. Частина з них ще деякий час працювала, забезпечуючи перевезення на відомчих лініях ряду промислових підприємств. Дотепер жоден із дизель-поїздів серії ДП не зберігся.

## Історія створення та експлуатації

### Проектування
У 1944 році на заводі Ганц були розпочаті роботи по проектуванню шестивагонних дизель-поїздів, які є подальшим розвитком серії «Hargita, будувалася заводом для угорських державних залізниць. Проектування поїздів було перерване Другою світовою війною. У 1946 році, в рахунок репараційних поставок з боку Угорщини, в СРСР були доставлені 10 вже побудованих трьовагонних дизель-поїздів ДП схожої конструкції. До будівництва поїздів завод повернувся в 1949 році. Спочатку «Машиноімпорт» замовив 20 поїздів — побудовані були вісім. Перший дизель-поїзд серії прибув у Радянський Союз у 1950 році; в тому ж році надійшло ще два потяги, які отримали позначення ДП-01 — ДП-03. Нуль став знаком, відрізняв серію шестивагонних дизель-поїздів від трьовагонних, отримали подібне позначення. Загалом з 1949 по 1952 роки було побудовано 8 складів (48 вагонів, у тому числі 16 моторних (головних) і 32 причіпних).

### Випробування
28 червня 1950 року в 5:55 шестивагонний дизель-поїзд ДП-01 з Ленінградського вокзалу відправився в випробувальний рейс. Шлях від Москви до Ленінграда був пройдений за 7,5 годин при середній швидкості 93 км/ч. Влітку того ж року здійснена випробувальна поїздка за маршрутом Москва — Сочі, для якої дизель-поїзду була виділена швидкісна нитка (поїзд був введений в розклад періодичністю «за спеціальним призначенням» і прямував під нумерацією № 1/2), час у дорозі становив 37 год. Витрати палива на 1 км пробігу становили 2,4–2,5 кг, що при запасі палива 4140 л забезпечувало рух без екіпіровки на відстань понад 1000 км. Коефіцієнт корисної дії силової установки, віднесений до обода рушійних коліс, при швидкостях 30-104 км/год досягав 28-30 %. Одночасно з цим було встановлено, що особливості роботи електричної передачі дозволяють досягти максимальної потужності дизеля тільки на швидкостях вище 70 км/год, що зумовило експлуатацію дизель-поїзда на високих швидкостях руху.
Після випробувань дизель-поїзда були приписані до депо Перерва Московсько-Курсько-Донбаської залізниці і стали експлуатуватися на лінії Москва — Ленінград. Надалі вони були передані в парк Жовтневої залізниці (у 1954 р. в моторвагонне депо Ленінград-Балтійський).

### Експлуатація
12 квітня 1951 року дизель-поїзд здійснив першу поїздку з пасажирами за маршрутом Ленінград — Москва. У перший рейс склад повів машиніст-дизеліст Тищенко.
З 10 травня 1951 року поїзд був введений в постійне звернення як кур'єрський № 7/8 з зупинками тільки на станціях Бологоє і Калінін (10 хвилин) і в дорозі знаходився на 1 ч. 55 хв. менше, ніж «Червона стріла» — самий швидкий поїзд країни, за рахунок відсутності тривалих стоянок у шляхи для постачання паровоза водою і зміни локомотива. До 1956 року поїзд № 7/8 був виключений з розкладу з заміною на швидкі поїзда № 9/10 і 13/14, які випливали з зупинками на станціях Чудово, Мала Вішера, Бологе, Лихославль, Калінін.
Цим поїздам допускалося розвивати на перегонах значну за тими мірками швидкість — до 120 км/год, що по праву робило їх швидкісними. В цілях безпеки працівники залізниці отримали вказівку не наближатися до поїзда ближче ніж на 5 метрів під час його проходження. Серед пасажирів незабаром увійшло в обіг вираз «поїхати в Москву на дизель-поїзді», а то й простіше «на дизелі», так як дизель-поїзда відрізнялися високим рівнем комфорту, не поступається навіть «Червоної стріли». Завдяки цьому поїзда з номерами 9/10 і 13/14 користувалися високою популярністю.
Спочатку поїзди були пофарбовані в стандартний для фірмових поїздів того часу темно-синій колір. Під вікнами була біла смуга з тонкими червоними смужками по краях, скати даху пофарбовані в білий колір. У 1956 році поїзди були перефарбовані за тією ж схемою в зелений колір. У 1957 році поїзди були перефарбовані за схемою червоний низ — кремово-жовтий верх, стала стандартною для фірмових поїздів.
У 1958 році дизель-поїзди були передані в локомотивне депо Ленінград-Варшавський і працювали на лінії Ленінград — Нарва — Таллінн. Після ремонту в дорожніх майстерень станцій Унеча або Вільнюс шестивагонні дизель-поїзди були передані у депо дизельних поїздів Вільнюс-дизельне Литовської залізниці (станція Нова Вільня) і з грудня 1960 року експлуатувалися, зокрема, на маршруті Вільнюс — Рига — Таллінн.
Більшість шестивагонних дизель-поїздів закінчила свою роботу в 1961 році. Частина їх згодом використовувалася для перевезення пасажирів на комбінатах «Кузбассуголь» і «Тулавугілля». Чотири вагони ДП-06 з Риги в 1969 році передали Щекинскому вантажно-транспортного управління для організації місцевих перевезень відомчої гілці. За характерним забарвленням і країні-виробнику дизель-поїзд отримав прізвисько «Блакитний Дунай». Склад пропрацював в Промтрансуправлінні до початку 1980-х років, потім був відставлений від роботи та знято з візків. У 2003 році головний вагон дизель-поїзда ДП-06 використовувався як господарська будівля на станції Щокіно.

## Загальні відомості
Основні параметри дизель-поїзда серії ДП:
- Маса:
  - Потяги — 375 т;
  - Моторного вагона — 85 т;
  - Причіпного вагона — 55 т;
- Довжина по осях автозчеплень — 158 700 мм;
- Число сидячих місць — 164;
- Годинна потужність головних дизелів — 2×600 к. с.;
- Дотична сила тяги на ободах рушійних коліс — до 18 ;700 кгс;
- Конструкційна швидкість — 105 км/год;
- Прискорення при пуску — 0,3—0,39 м/с2;
- Запас палива — 4140 л.

Склад дизель-поїзда був сформований за звичайною схемою: моторний вагон — причіпні вагони — моторний вагон. Осьова формула — (1-20+2)+4·(2-2)+(2+20-1).

## Конструкція

### Кузов
Рами, стінки, дуги даху дизель-поїзди були виконані із сталевих елементів, з'єднаних зварюванням; зовнішня обшивка кузовів з листової сталі кріпилася до стійок бічних стінок також зварюванням. Підвагонні обладнання закривалося знімними кожухами, лобові частини вагонів мали обтічну форму. Моторні вагони мали масу 85 т; при цьому навантаження на рейки від рушійних колісних пар становила 18,7 тз; причіпні вагони важили близько 55 т
Вагони дизель-поїзда з'єднувалися автозчіпленнями системи Ганц без фрикційних апаратів, функції останніх частково виконували буфера. Для можливості пересування дизель-поїзда локомотивом моторні вагони зі сторони кабіни управління обладналися гаками гвинтовий зчіпки, розрахованими на тягове зусилля 25 мс.

### Ходова частина
Кузови моторних вагонів спиралися на одну тривісну і одну двохосьову візки, причіпних вагонів — на дві двовісні. Рами візків зварної конструкції, виготовлені з листової і фасонної сталі, мали щелепи для роликових букс.
Навантаження від кузова на боковини рами тривісної візки передавалася через чотири ковзуна, розташованих по колу, центр якої збігався з теоретичним центром повороту візка, а від рами на букси — через вісім подвійних спіральних пружин і балансирів. Перша колісна пара з голови поїзда була підтримуючої, друга і третя були рушійними і приводилися в рух тяговими електродвигунами з опорно-осьовим підвішуванням. Зубчасті передачі від електродвигунів до колісним парам були односторонніми.
Двовісні візки моторних і причіпних вагонів мали люлечне підвішування з еліптичними ресорами системи Н. К. Галахова. Навантаження від кузова передавалася на люльку візка через два ковзуна системи Ганц — Ронан, розташованих під кутом 38° до осі люльки. Люлька була підвішена до рами візка, яка через чотири комплекти з двох циліндричних пружин і два поздовжніх балансира спиралася на букси.
Діаметр всіх коліс дизель-поїзда по колу катання без зносу становив 1050 мм.

### Силова установка
Особливістю дизель-поїзда ДП є поділ силової установки на дві частини: головна — для приводу рушійних колісних пар, додаткова — для допоміжних пристроїв і системи управління.
Таким чином, у машинному відділенні моторного вагона розміщувалися два дизельних двигуна системи Ганц — Ендрашик (угор. Ganz — JendrassikGanz — Jendrassik): типу XVI-JV 170/240 номінальною потужністю 600 к. с. (440 кВт) привода тягового генератора та дизель типу VI-JST 170/240 номінальною потужністю 220 к. с. (160 кВт) для приводу вентиляторів холодильника, компресора і допоміжного генератора трифазного струму частотою 50 Гц. В обох дизелів діаметр циліндра і хід поршнів, сполучених з головними шатунами, а також багато деталей були такими ж, як у дизелів типу VIII-JaR 170/240 трьохвагонного дизель-поїзда ДП.
Головний дизель типу XVI-JV 170/240 (головна силова установка) був чотиритактним предкамерним і мав шістнадцять розташованих у два ряди циліндрів, розміщених V-образно під кутом 40° симетрично вертикальній поздовжній площині; хід причіпних поршнів становив 236 мм. Діапазон робочих чисел оборотів становив 900-1150 в хвилину; при частоті обертання вала 1100 об/хв витрата палива становив 170 г/л. с.-год). Маса дизеля разом з генератором дорівнювала 10 ;000 кг. Пуск дизеля здійснювався головним генератором, який в цей час працював в режимі двигуна, отримуючи електроенергію від акумуляторної батареї.
Всі вузли двигуна кріпилися до верхній частині картера. Кожен циліндровий ряд складався з чотирьох блоків по два циліндра в кожному. У блоках малося простір для охолоджуючої циліндри води. При запуску двигуна спочатку включалися в роботу циліндри лівого ряду, потім — правої. Порядок роботи циліндрів кожного ряду — 1-5-7-3-8-4-2-6 (рахунок циліндрів з боку, протилежного маховику).
Потужність силової установки незалежно від профілю колії підтримувалася постійною, що дозволяло здійснювати її роботу з високою ефективністю. Повна потужність дизеля могла бути досягнута тільки при швидкостях вище 70 км/год, так як при більш низьких швидкостях мало місце обмеження щодо граничної величини струму машин електропередачі на їх тривалому режимі. Ця ж причина визначала можливу мінімальну швидкість. Ця особливість дизель-поїзда визначила його експлуатацію на високих швидкостях руху.
Допоміжний дизель типу VI-JST 170/240 мав шість циліндрів, розташованих вертикально в один ряд; номінальна частота обертання його вала становила 1150 об/хв. Запуск дизеля здійснювався від допоміжного генератора. Питома витрата палива такої ж, як і у головних дизелів.

### Силова передача
Силова передача дизель-поїзди — електрична постійного струму. Головний генератор кожного моторного вагона був підключений до двох тягових електродвигунів, включених паралельно. Підвішування електродвигунів — опорно-осьове. Передача до осей зубчаста, одностороння.

### Гальмівне обладнання
Гальмівне обладнання, що використовувалося на дизель-поїзді, — пневматична системи Кнорра — Ламбертсена. Гальмівний компресор дизель-поїзда був двоступінчастим, мав два циліндра низького і один циліндр високого тиску. Його продуктивність становила 1500 л/хв. Гальмівні колодки притискалися до рушійним колесам з обох сторін під дією двох гальмівних циліндрів, кожен з яких був пов'язаний з колодками тільки одного боку візка.

### Електрообладнання
Головний генератор типу ЕВЅS 41/200 був розрахований на тривалу потужність 400 кВт (струм 870 А, напруга тривалого режиму 460, максимальна напруга 620). Він мав два паралельно включених тягових електродвигуна. Генератор мав пускову обмотку і три обмотки змішаного збудження, одна з яких була підключена до затискачів якоря генератора, друга — в ланцюг акумуляторної батареї, а третя — в ланцюг тягових електродвигунів, що зі збільшенням струму тягових електродвигунів зменшувала напруга генератора. Це дозволяло залишити за машиністом управління тільки частотою обертання валів головних дизелів.
Допоміжний генератор трифазного струму (тривала потужність 155 кВт, максимальний струм 223 А, номінальна напруга 380 В, номінальна частота обертання 1000 об/хв) мав різні трифазні електродвигуни, що розташовувалися на вагонах дизель-поїзда. Частина з цих електродвигунів служила для приводу генераторів постійного струму, які використовувалися для зарядки акумуляторних батарей, живлення ланцюгів управління і освітлення вагонів.
Тягові електродвигуни типу TC 31,32/14 з послідовним збудженням мали максимальну частоту обертів 1820 об/хв, в тривалому режимі — 1130 об/хв (потужність 180 кВт, струм 435 А, напруга тривалого режиму 460, максимальне — 620).
У кожному причіпному вагоні розташовувався генератор освітлення потужністю 3,3 кВт (струм 51 А, напруга 65, число обертів — 1480 у хвилину), що працював від трифазного двигуна потужністю 5,5 к. с. Генератори освітлення моторних вагонів мали потужність 5,2 кВт, напруга 65 В, струм 60 А, число обертів — 1490 в хвилину. На моторних вагонах були встановлені лужні акумуляторні батареї типу КО-20-5 ємністю 200 А·год і напругою 60-65, на причіпних вагонах — батареї ємністю 90 А·год, що включали по 40 елементів.

### Інше обладнання
Кліматична установка дизель-поїзда призначалася для підтримки температури повітря в прийнятному для пасажирів діапазоні. Пристрої кліматичної системи розташовувалися частково в кузові вагона, частково — на допоміжній рамі, прикріплюючийся до рами вагона. Кліматична установка включала в себе: фреоновий компресор, конденсатори фреону (загальною площею поверхні близько 200 м2), дегідратор, фільтри. На стелях вагонів розміщувався випарник (теплообмінник загальною площею поверхні 120 м2), з яким з'єднувався радіатор опалення площею 60 м2. Регулювання роботи кліматичної установки відбувалося за допомогою вентилів, встановлених в шафах, розташованих в багажному відділенні одного і поштовому відділенні іншого моторних вагонів. Як фреону використовувався дифтордихлорметан в кількості 45-50 кг, який, випаровуючись, прохолоджував повітря вагонів. До кліматичної установці ставилася також система охолодження питної води.
Робота кліматичної установки здійснювалася за наступним принципом: газоподібний фреон засмоктувався компресором, де стискався до 8-15 атм, і зріджувався в конденсаторах. Рідкий фреон надходив у випарники, через які подвійними вентиляторами проганявся повітря вагонів з домішаним до нього невеликою кількістю зовнішнього повітря. Для поглинання вологи, що потрапляла під фреон, використовувався дегідратор (поглинач — активоване алюміній). Вимкнення установки забезпечувалося вимиканням компресора, після чого система охолодження переставала діяти. Включення установки вироблялося фрикційною муфтою, керованої електропневматичним клапаном.
Радіатор опалення призначався для підігріву повітря у вагонах. Радіатор був включений в систему водяного охолодження дизелів і отримував тепло від працюючих двигунів. При низьких температурах навколишнього повітря кліматична установка демонтувалась, і на її місце встановлювалися додаткові радіатори опалення.

### Зміни в конструкції
Дизель-поїзда № 04-08 конструктивно незначно відрізнялися від дизель-поїздів № 01-03. У поїздів з № 04 була збільшена висота кузовів, згідно з габаритом, прийнятим для радянських залізниць; також змінилося планування вагонів. У поїздів з № 06 була вдосконалена електрична схема, покращилася конструкція ресорного підвішування, буксових вузлів і системи охолодження дизеля.

## Внутрішнє планування
В моторних вагонах (головних) за кабіною керування розташовувалися машинне відділення, багажне приміщення, купе для пасажирів з м'якими місцями (три чотиримісних і одне двомісне), службове приміщення з двома м'якими місцями, кип'ятильник, туалет, а навпроти них — котел для опалення. Пост управління відокремлювався від машинного відділення звуконепроникною перегородкою. У вагонах були обладнані конденсовані кліматичні установки, що діяли автоматично. У кожному вагоні розташовувалися напівавтоматичні топки, спалювали дизельне паливо, забезпечуючи водяне опалення вагонів.
У трьох причіпних вагонах було по дев'ять чотиримісних і по одному двомісному купе для пасажирів, службове приміщення на два місця; в четвертому причіпному вагоні розташовувалися кухня, їдальня, п'ять чотиримісних, одне двомісне купе для пасажирів і службове приміщення на чотири місця. У всіх причіпних вагонах, також як і в моторних, були туалети і котли для опалення. Загальна кількість місць в поїзді для пасажирів становило 164, для обслуговчого персоналу — 14.
Для обробки салонів була застосована полірована фанера з горіхового дерева. Стінки кухні, машинного відділення і кабіни машиніста обшиті алюмінієвим листом. Полиці в купе м'які пружинні. Вікна складалися з двох рам: внутрішня (зимова) рама — знімна, мала кватирку, відкидається всередину, зовнішня рама опускалася цілком, відкриваючи вікно наполовину. На випадок сильних морозів були передбачені спеціальні вовняні ковдри, які кріпилися на вікно за допомогою кнопок.
Поїзди відрізнялися високим комфортом і користувалися популярністю у пасажирів. Вираз поїхати «на дизелі» означало подорож, не поступається за рівнем комфорту «Червоної Стріли». Всі вагони дизель-поїзди мали категорію «м'який» (М).

## Управління
Ведення дизель-поїзда здійснювалося з постів керування, розташованих в моторних вагонах. При нормальній експлуатації управління складом могло здійснюватися з будь-якого з двох постів. На пульті керування машиніста, розміщеному на посту управління, були розташовані контролер машиніста, реверсивна рукоятка, гальмівний кран, ручного гальма, тахометр обертів головного двигуна, рукоятка зміни числа обертів дизеля, манометри тиску масла в системі змащення дизеля і тиску в гальмівній магістралі, дистанційний термометр, амперметр, вольтметр, швидкостеміром, також дозволяв записувати швидкість на стрічку. Комплект приладів, розташованих на пульті, був таким же, як і на трьохвагонному дизель-поїзді, проте їх взаємне розташування зазнала значних змін. Ведення та обслуговування складу здійснювалися машиністом і двома помічниками. Для зв'язку між постами управління передбачалися телефон і світлова сигналізація. Система управління дизель-поїздом — електро-пневматична.

## Дизель-поїзди типу ДП за межами СРСР
Дизель-поїзд ДП був представником сімейства дизель-поїздів заводу Ганц, що будувалися з кінця 1930-х років, зокрема, до цього ж сімейства належить надійшов раніше на залізниці Радянського Союзу трьохвагонний дизель-поїзд ДП. Тим не менш, всі вони мали помітні відмінності конструкції.
У 1954 році 4 дизель-поїзди цього типу надійшли на залізниці Німеччини, де отримали позначення VT 12.14 (з більш пізньою класифікації — BR 181.0) і протягом кількох років використовувалися на маршруті Берлін — Гамбург. Згодом дані поїзди ходили за маршрутом Берлін — Прага — Відень, а з середини 1960-х на маршрутах з Берліна у Франкфурт-на-Одері, Нойбранденбург, Айзенхюттенштадт. У 1970-х роках вони були відставлені від роботи. 

Після війни урядом Чехословаччини були закуплені три - і чотиривагонні поїзда того ж типу. Згідно з прийнятою на залізницях Чехословаччини класифікації, вони отримали позначення M 495.0 (з більш пізньою класифікації — M 295.0). Дизель-поїзда використовувалися як для внутрішніх, так і для зовнішніх перевезень. У ході експлуатації було виявлено ряд проблем: так, чотиривагонний поїзд на підйомі 16 ‰ міг розвинути швидкість не вище 46 км/год, кілька разів був допущений схід рухомого складу. У 1968 році останні дизель-поїзда цієї серії були відставлені від роботи.
| Дизель-потягу виробництва Ганц-МАВАГ 1940-х — 1950-х рр. | Дизель-потягу виробництва Ганц-МАВАГ 1940-х — 1950-х рр. | Дизель-потягу виробництва Ганц-МАВАГ 1940-х — 1950-х рр. | Дизель-потягу виробництва Ганц-МАВАГ 1940-х — 1950-х рр. | Дизель-потягу виробництва Ганц-МАВАГ 1940-х — 1950-х рр. | Дизель-потягу виробництва Ганц-МАВАГ 1940-х — 1950-х рр. | Дизель-потягу виробництва Ганц-МАВАГ 1940-х — 1950-х рр. | Дизель-потягу виробництва Ганц-МАВАГ 1940-х — 1950-х рр. | Дизель-потягу виробництва Ганц-МАВАГ 1940-х — 1950-х рр. | Дизель-потягу виробництва Ганц-МАВАГ 1940-х — 1950-х рр. | Дизель-потягу виробництва Ганц-МАВАГ 1940-х — 1950-х рр. |
| Країна                                                   | Позначення                                               | Початок випуску                                          | Випущено                                                 | Составность                                              | vmax, км/год                                             | Маса, т                                                  | Давл. на вісь, т                                         | Габарит, мм                                              | Двигун                                                   | Потужність, л. с.                                        |
| -------------------------------------------------------- | -------------------------------------------------------- | -------------------------------------------------------- | -------------------------------------------------------- | -------------------------------------------------------- | -------------------------------------------------------- | -------------------------------------------------------- | -------------------------------------------------------- | -------------------------------------------------------- | -------------------------------------------------------- | -------------------------------------------------------- |
| Угорщина                                                 | «Hargita»                                                | 1944                                                     | 3                                                        | 4                                                        | 120                                                      | 190                                                      | 15                                                       | 94800×3861×2830                                          | XII JV 170/240                                           | 2×450                                                    |
| СРСР                                                     | ДП                                                       | 1946                                                     | 10                                                       | 3                                                        | 100                                                      | 132                                                      | 14                                                       | 77474×3905×2800                                          | VIII-JаR 170/240                                         | 2×320                                                    |
| СРСР                                                     | ДП-0                                                     | 1950                                                     | 8                                                        | 6                                                        | 105                                                      | 354                                                      | 20                                                       | 158700×3910×3030                                         | XVI-JV 170/240                                           | 2×600                                                    |
| Аргентина                                                | CM 1820                                                  | 1951                                                     | 16                                                       | 4                                                        | 120                                                      | 229                                                      | 17                                                       | 106806×4140×3260                                         | XII JVf 170/240                                          | 2×600                                                    |
| Чехословаччина                                           | M 495.0                                                  | 1953                                                     | 6                                                        | 4/3                                                      | 125                                                      | 195                                                      | 15                                                       | 96030×3861×2830                                          | XII JV 170/240                                           | 2×450                                                    |
| НДР                                                      | 12.14                                                    | 1954                                                     | 3                                                        | 4/3                                                      | 125                                                      | 198                                                      | 15                                                       | 96030×3861×2830                                          | XII JV 170/240                                           | 2×450                                                    |

Серія отримала подальший розвиток, ставши основою при створенні дизель-поїздів для низки країн. Досвід побудови трьохвагонних і шестивагонних дизель-поїздів серії ДП був використаний при проектуванні в 1960 році для залізниць Радянського Союзу тривагонних дизель-поїздів, спочатку також отримали позначення ДП (згодом — просто Д) і незначно відрізнялися від останніх чотирьохвагонних дизель-поїздів серії Д1.

## Культурні аспекти
Вважається, що саме цей дизель-поїзд (вірніше, його старша серія -"Харгита") і став прообразом "дизель-електро-поїзда" в п'єсі "Безіменна зірка" румунського письменника Михаїла Себастьяна. На основі цієї п'єси в 1978 р. , Михайло Козаков зняв однойменний фільм. 